# Chrysopa puerula
Chrysopa puerula är en insektsart som beskrevs av Navás 1921. Chrysopa puerula ingår i släktet Chrysopa och familjen guldögonsländor. Inga underarter finns listade i Catalogue of Life.